# Chevrolet/GMC B Series
 (mars 2020).

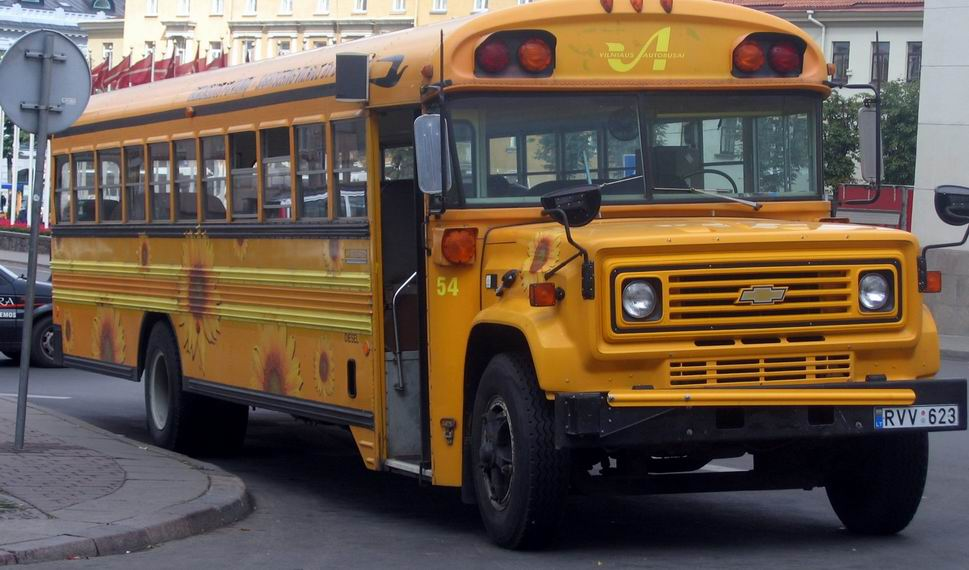

Les Chevrolet et GMC B Series sont une série de châssis à produits par General Motors, principalement équipés de carrosseries pour autobus scolaires tout au long de sa production. Basée sur les camions moyens (classe 6-7) produits par les divisions Chevrolet et GMC de General Motors, le B Series a été produit en trois générations distinctes ; GMC produisait initialement sa propre version distincte de Chevrolet. Introduit en 1966, le B Series a été repensé en 1984 et 1992 comme modèle de 1993.
Après la fin d'un accord d'approvisionnement avec Blue Bird Corporation, laissant General Motors sans constructeur de carrosserie avec lequel fournir le châssis, la société a cessé la production de châssis d'autobus full-size, produisant le dernier GMT560 uniquement en tant que véhicule à cabine. Le Blue Bird Vision est entré en production en 2004, devenant le premier autobus scolaire de style conventionnel produit sans châssis secondaire.
Depuis 2017, General Motors reste un fournisseur de châssis de bus pour les bus scolaires et les bus commerciaux. Actuellement, tous les exemplaires sont des châssis de fourgons basés sur l'architecture du GMT610 (Chevrolet Express / GMC Savana).

## Contexte
Avant 1966, tous les camions moyens et lourds de General Motors étaient fortement dérivés des pick-ups de la série C / K (et des pick-ups Task Force avant eux). Bien qu'utilisant un cadre et une suspension plus solides, une grande partie de la carrosserie été partagée. À l'exception des moteurs produits par division, les camions moyens de Chevrolet et GMC étaient en grande partie identiques les uns aux autres. Par conséquent, les châssis d'autobus scolaires de type conventionnel utilisés par les deux divisions étaient en grande partie les mêmes.

## Première génération (1966-1983)
Pour 1966, GMC a mis fin à l'utilisation d'un châssis de bus conventionnel partagé en présentant sa propre version dérivée de sa gamme de camions lourds H Series; Chevrolet a lancé son propre design en 1967, dérivé de la gamme C / K de taille moyenne. Pour 1971, les deux divisions ont consolidé la production d'autobus conventionnels uniquement au châssis C / K.
Pour 1973, General Motors a repensé toute la gamme de pick-ups C / K, allant des pick-ups d'une demi-tonne aux pick-ups de poids moyen. Étant donné que Chevrolet et GMC n'avaient adopté le châssis C / K ensemble qu'en 1971, GM continuerait la production du châssis de la génération 1967 pendant une autre décennie. Après 16 ans en tant que Chevrolet et 12 ans de production en tant que GMC, le châssis de bus C / K de première génération a été retiré après 1983.

### Chevrolet (1967-1983)
En 1967, Chevrolet a déplacé le C / K de taille moyenne vers un châssis dédié, emportant le châssis pour autobus scolaire avec lui. Comme pour la génération précédente, le design avait un capot de style "alligator" à charnière arrière. La division offrait son châssis d'autobus scolaire conventionnel avec des moteurs produits par Chevrolet, dont le six cylindres en ligne 250 (remplacé par le six cylindres en ligne 292), le V8 366 et le V8 427. Dans les autobus scolaires Chevrolet et GMC, la transmission automatique à 3 vitesses Allison AT475 est devenue une option en 1971 avec des essieux arrière à une ou deux vitesses.
En 1974, la gamme de groupes motopropulseurs a été modifiée, car tous les moteurs construits par GMC ont été abandonnés (ainsi que tous les moteurs diesel). En 1980, un moteur diesel fait son retour avec le moteur V8 diesel Detroit de 8,2 L. Surnommé le «Fuel Pincher», il s'agissait du premier moteur à quatre temps produit par la société; le moteur était disponible sous des formes atmosphérique et turbocompressé.

### GMC (1966-1970)
En 1966, la division GMC a fait passer son châssis d'autobus scolaire du C / K de taille moyenne au tout nouveau camion lourd H6500. Précurseur du GMC Brigadier et du GMC General, les camions H Series comportaient un carénage avant tout en acier avec un capot de style "papillon" à charnière centrale pour l'accès au moteur. En plus des moteurs à essence V6 et V8 GMC, les châssis d'autobus scolaires GMC étaient disponibles avec les moteurs diesel V6 diesel 6V53 Detroit.
En 1969, GMC a transféré ses camions de poids moyen vers le châssis du Chevrolet C / K de taille moyenne introduit en 1967. Le châssis robuste des autobus scolaires GMC est resté utilisé par la division pour 1970, avant que les deux divisions ne consolident leurs conceptions pour 1971.

## Deuxième génération (1984-1991)
Alors que General Motors a repensé toute sa gamme de pick-ups C / K légers et moyens pour 1973, Chevrolet et GMC ont conservé le châssis d'autobus de la génération précédente pendant près d'une autre décennie. Pour 1984, une deuxième génération a été introduite, consolidant pour la première fois les camions conventionnels et les châssis de bus. Avec comme nom de code B6, la refonte été à nouveau partagée par Chevrolet et GMC, ne différant que par la conception de la calandre. Depuis le poste de conduite, le châssis B6 partageait la colonne de direction avec son prédécesseur (avec à peu près le même tableau de bord).
Dans un changement de conception majeur, le capot à charnière arrière a été remplacé par un capot basculant à charnière avant standard, permettant un meilleur accès au moteur. Les moteurs V8 de 6,0 L (366) et 7,0 L (427) ont fait leur retour, ainsi que le V8 diesel «Fuel Pincher» Detroit de 8,2 L. En 1990, le moteur de 8,2 L a été abandonné.
En 1985, General Motors a développé une version modifiée du B Series pour Ward Body Works en tant que châssis pour l'autobus scolaire des Ward Patriot. Pour permettre un capot raccourci (pour améliorer la visibilité du conducteur), le châssis avant du C / K conventionnel a été raccourci pour une configuration similaire à celle du plus petit châssis P de Chevrolet / GMC. La conception de "commande semi-avancée" serait développée par GM avec le Thomas Vista, un autre bus qui utiliserait le châssis du B Series de GM pendant sa production.

## Troisième génération (1993-2003)
Pour 1990, General Motors a présenté sa plate-forme GMT530 pour camion moyen sous le nom de Chevrolet Kodiak / GMC TopKick, remplaçant les précédents camions de cette plaque signalétique, le GMC Brigadier et les gammes C / K de taille moyenne. Le B Series basé sur le GMT530 est entrée en production pour 1992, en tant qu'année modèle 93. Comme avec son prédécesseur, le châssis était partagé entre Chevrolet et GMC, seul la calandre différenciant les deux.
Le B Series GMT530 était propulsé par une gamme de moteurs essence et diesel. Alors que les moteurs à essence étaient progressivement supprimés des autobus scolaires dans les années 1990, le B Series est devenu le dernier autobus scolaire full-size à en offrir, avec un V8 de 6,0 L (366 pouces cubes) en standard. Le Kodiak / TopKick ayant été renommé C Series en 1997, le V8 de 6,0 L a finalement été abandonné au profit du V8 Vortec de 7,4 L; le V8 de 7,4 L a été remplacé par un V8 Vortec de 8,1 L (l'un des plus gros moteurs à essence jamais utilisés dans un autobus scolaire) en 2001. Le Caterpillar 3116 été la première option de moteur diesel, rejoint par le Caterpillar 3126 turbocompressé en 1997. Avec les transmissions automatiques Allison, le B Series GMT530 était disponible avec des transmissions manuelles à 5 ou 6 vitesses. 
Dernier constructeur à proposer un moteur essence dans un autobus scolaire à châssis conventionnel (avant sa réintroduction en 2016 dans le Blue Bird Vision), un certain nombre d'autobus scolaires essence de GM ont été convertis pour utiliser des carburants alternatifs, notamment le GPL (propane) et le GNC (gaz naturel compressé). Lorsque GM a remplacé la série GMT 530 conventionnels de service moyen par la série GMT 560 en 2003, aucun remplaçant direct pour le B Series n'était proposé. Cependant, le GMT560 pouvait être utilisé par les constructeurs de bus pour des bus à cabine en coupe sous de nombreuses formes, comme ceux basés sur le Freightliner M2 et le Ford F-650 Super Duty.

### Blue Bird CV200
Avant 1992, le châssis du B Series était disponible pour tous les fabricants d'autobus scolaires. Cette année-là, GM et Blue Bird ont signé un accord d'approvisionnement et de commercialisation, cette dernière société devenant le fournisseur exclusif du châssis de bus GMT530, alors nouveau, pour les 10 prochaines années. Le modèle résultant a été nommé CV200; tandis que le GM B-7 (nom interne du châssis pour bus basé sur le GMT530) était standard, les châssis Navistar International et Ford (plus tard Freightliner) étaient disponibles en option.
Parallèlement à l'acquisition d'AmTran par Navistar en 1991, l'accord faisait partie d'une série de fusions et d'acquisitions dans le secteur des autobus scolaires entre les fabricants de carrosseries et les fournisseurs de châssis, paralysant finalement la part de marché de General Motors en tant que fournisseur de châssis, car l'accord n'était pas renouvelé. Ayant fermé l'industrie en tant que fournisseur de châssis full-size, General Motors a mis fin à la production de châssis en 2002 (modèle de 2003) pour se concentrer sur les bus à châssis en coupe.

## Utilisation par les fabricants de carrosserie
Bien qu'utilisé presque exclusivement pour les autobus scolaires, le châssis du B Series a été adapté pour une grande variété d'utilisations par les carrossiers, allant des bibliobus aux autobus de police. Dans l'industrie des autobus scolaires, le châssis General Motors était populaire pour sa large gamme de moteurs. Au cours des années 80 et 90, son utilisation continue de moteurs essence est restée populaire, car les centrales électriques été parfois utilisées comme base de conversion à des carburants alternatifs, notamment le GPL (propane) et le GNC (gaz naturel comprimé). 
À la suite de l'accord de châssis et de fourniture entre General Motors et Blue Bird en 1992, le B Series été carrossé exclusivement par cette société, presque exclusivement en tant que bus scolaire.
- Blue Bird
- Carpenter Industries, Inc.
- Gillig Bros.
- New Bus Company
- Northern Coach
- Perley A. Thomas Car Works
- Superior Coach Company
- Thomas Built Buses, Inc.
- Ward Body Works
- Wayne Corporation